# カルトン

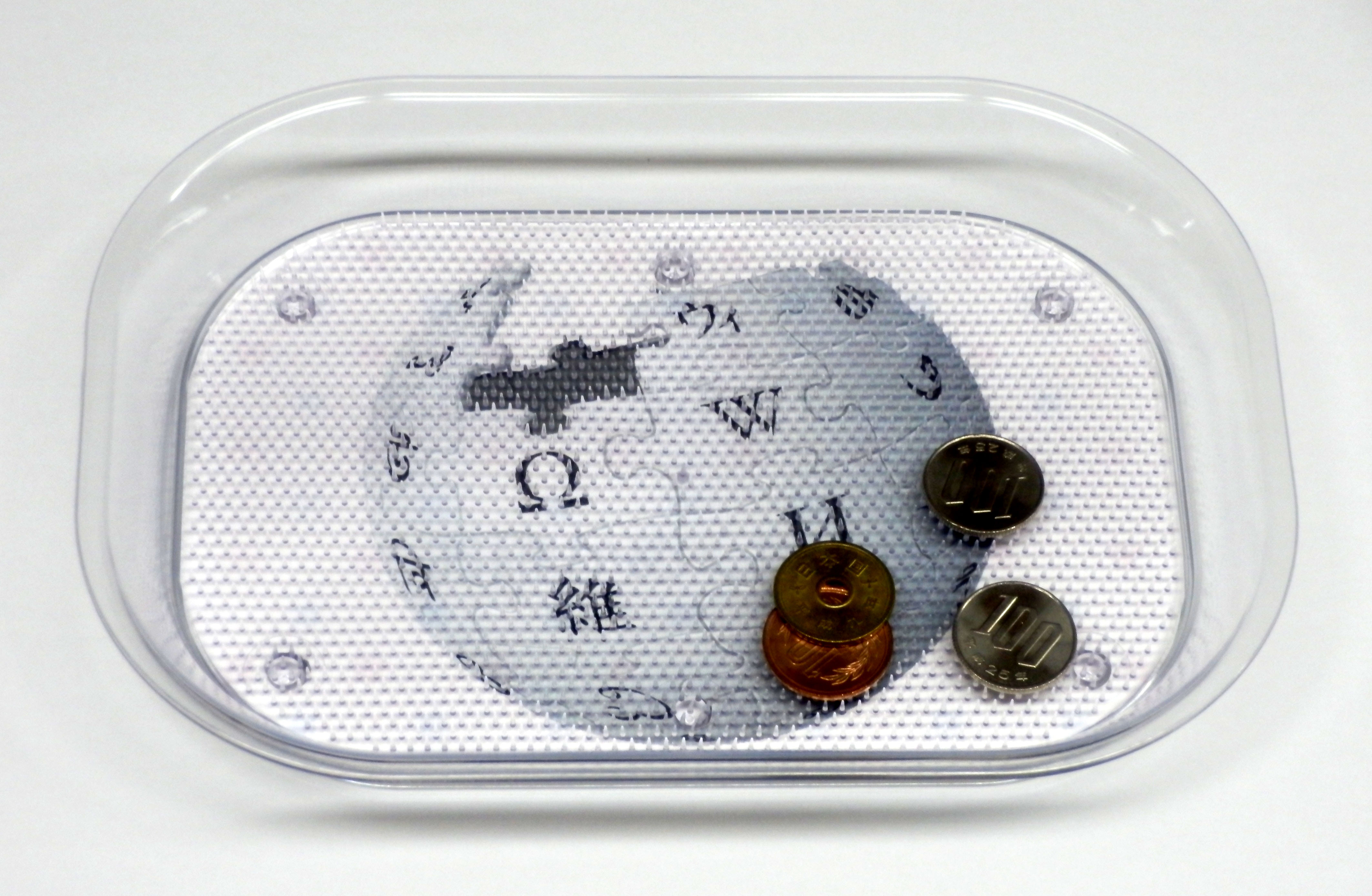
プラスチック製カルトン

カルトン（仏: carton）は、主に個人顧客を相手とする店舗（百貨店、レストラン、喫茶店、書店など）や金融機関において、顧客との支払いのやりとりに使われる小さな皿、盆、トレイの総称である。

## 概要
語源はフランス語で「紙でできた器」。日本には昭和初期に導入され、銀行や商店で使われる様になった。
材質は、安価なものであれば合成樹脂、合成皮革、やや高価なものになると金属、天然皮革などが使われる。
別名、金盆（きんぼん）、キャッシュトレイ、コイントレイ（英: coin tray）、釣り銭トレイ。
なお、会計盆と呼ばれる木製の容器も、ほぼ同様の機能を有する。